# なないろスコア
『なないろスコア』は、霜月はるかの6枚目のベストアルバム。2014年11月5日にティームエンタテインメントから発売された。

## 概要
霜月はるかが歌う様々なゲームソフトの楽曲を集約した8枚目のアルバム。ベストアルバムとしては6枚目となる。2014年11月5日にティームエンタテインメントより発売。初回生産限定盤と通常盤の2種類が発売された。初回生産限定盤には天使の羽付シモツキンぬいぐるみが付属する。

## 収録曲
1. キボウのソラ
  - 作詞：御厨みくり　作曲・編曲：MANYO
  - PCゲーム『キミに贈る、ソラの花』OP主題歌
2. Re:Call
  - 作詞：高梨栞・西坂恭平　作曲・編曲：西坂恭平
  - PCゲーム『できない私が、くり返す。』OP主題歌
3. 虹色の季節へ
  - 作詞：日山尚　作曲・編曲：東タカゴー
  - PCゲーム『PriministAr』OP主題歌
4. ふゆみどり
  - 作詞：花野十三　作曲・編曲：柳川和樹
  - TVアニメ『エスカ&ロジーのアトリエ 〜黄昏の空の錬金術士〜』ED主題歌
5. 彩りの頃
  - 作詞：磯谷佳江　作曲：rino　編曲：chokix
  - PSPゲーム『白華の檻 ～緋色の欠片4～ 四季の詩』秋ED主題歌
6. Hidra Heteromycin
  - 作詞：日山尚　作曲：霜月はるか　編曲：柳英一朗
  - PS3・PS Vitaゲーム『アルノサージュ〜生まれいずる星へ祈る詩〜』挿入歌
7. 茨の窓
  - 作詞：日山尚　作曲：霜月はるか　編曲：MANYO
  - 霜月はるかオリジナルボーカルアルバム『レムルローズの魔女』関連曲
8. Loving you
  - 作詞・作曲・編曲：西坂恭平
  - PCゲーム『PRETTY×CATION』OP主題歌
9. あめつちのことわり 
  - 作詞・作曲・編曲：菊田裕樹
  - PS3ゲーム『エスカ&ロジーのアトリエ 〜黄昏の空の錬金術士〜』アバンタイトルテーマ
10. 手の中の虹
  - 作詞・作曲：霜月はるか　編曲：安瀬聖
  - PSPゲーム『クロノスタシア』ED主題歌
11. FLOWERS
  - 作詞：高橋麗子　作曲・編曲：MANYO　コーラス：鈴湯
  - PC・PSP・PS Vitaゲーム『FLOWERS』春編OP主題歌
12. Startup
  - 作詞：霜月はるか　作曲・編曲：東タカゴー
  - 本格派ブラウザRPG『かんぱに☆ガールズ』OP主題歌
13. 真昼の月
  - 作詞：ayachi　作曲・編曲：藤間仁 (Elements Garden)
  - PCゲーム『木洩れ陽のノスタルジーカ』ED主題歌
14. Heretical Wings
  - 作詞：霜月はるか、作曲・編曲：津波幸平 (TWINPOWER)
  - 新曲
15. なないろスコア
  - 作詞・作曲：霜月はるか　編曲：岩瀬聡志
  - 新曲